# Polnische Fußballmeisterschaft 1922
Die Endrunde der polnischen Fußballmeisterschaft 1922 wurde vom 29. Juli 1922 bis zum 28. Oktober 1922 ausgespielt und vom polnischen Fußballverband organisiert. Meister wurde Pogoń Lwów.

## Modus
Im Jahr 1922 wurde der Modus geändert, da zusätzlich zu den fünf bestehenden regionale Verbänden (Krakau, Lemberg, Łódź, Posen und Warschau) drei weitere gegründet (Oberschlesien, Lublin und Vilnius) wurden. Dies führte dazu, dass in der ersten Phase der Saison (Frühjahr 1922) acht regionale Sieger ermittelt wurden. Die jeweiligen Sieger der acht Gruppen spielten in der zweiten Phase der Saison (Herbst 1922) in einer Endrunde die polnische Meisterschaft aus. Die Teams wurden in eine Nordgruppe mit je 4 und eine Südgruppe mit je 4 Mannschaften aufgeteilt, in der sie gegeneinander mit Hin- und Rückspiel antraten. Die beiden Gruppensieger spielten in zwei Finalspielen den Meisterschaftstitel aus.

## Tabellen

### Nordgruppe
| Pl. | Verein           | Sp. | S | U | N | Tore    | Quote | Punkte |
| --- | ---------------- | --- | - | - | - | ------- | ----- | ------ |
| 1.  | Warta Poznań     | 6   | 6 | 0 | 0 | 033:600 | 5,50  | 12:0   |
| 2.  | ŁKS Łódź         | 6   | 3 | 0 | 3 | 017:900 | 1,89  | 06:60  |
| 3.  | Polonia Warschau | 6   | 2 | 0 | 4 | 013:140 | 0,93  | 04:80  |
| 4.  | Strzelec Wilno   | 6   | 1 | 0 | 5 | 009:330 | 0,27  | 02:10  |

 Quelle: rsssf.org

### Südgruppe
| Pl. | Verein               | Sp. | S | U | N | Tore    | Quote | Punkte |
| --- | -------------------- | --- | - | - | - | ------- | ----- | ------ |
| 1.  | Pogoń Lwów           | 6   | 5 | 0 | 1 | 037:800 | 4,63  | 10:20  |
| 2.  | KS Cracovia          | 6   | 5 | 0 | 1 | 034:700 | 4,86  | 10:20  |
| 3.  | WKS Lublin           | 6   | 1 | 0 | 5 | 006:320 | 0,19  | 02:10  |
| 4.  | Ruch Wielkie Hajduki | 6   | 1 | 0 | 5 | 008:380 | 0,21  | 02:10  |

 Quelle: rsssf.org

## Finale
| Datum            |              | Ergebnis |            |
| ---------------- | ------------ | -------- | ---------- |
| ??. Oktober 1922 | Warta Poznań | 1:1      | Pogoń Lwów |

| Datum            |            | Ergebnis |              |
| ---------------- | ---------- | -------- | ------------ |
| 22. Oktober 1922 | Pogoń Lwów | 4:3      | Warta Poznań |

Nach dem 5:4-Gesamtsieg wurde Pogoń Lwów zum ersten Mal polnischer Meister.